# Peña el Hombre
La Peña el Hombre es un pico de montaña ubicado al norte del monumental pico Humboldt ubicado al este de la ciudad de Mérida. A una altitud de 4.314 m s. n. m. el Campanario es una de las montaña más alta en Venezuela.

## Ubicación
La Peña del Hombre se encuentra a dos kilómetros al sur del Páramo de Oro y a unos 3 km de la Laguna Verde. Desde la carretera Principal de la Mucuy Alta parte una carretera amplia: el sendero Laguna Coromoto. Peña del Hombre está al este de este sendero.